# Ceractinomorpha
I Ceractinomorfi (Ceractinomorpha Levi, 1953) sono una sottoclasse di spugne della classe
Demospongiae. In realtà si è visto che si trattava di un raggruppamento parafiletico e pertanto oggi il valore tassonomico di questo raggruppamento non viene più riconosciuto.

## Tassonomia
La sottoclasse comprendeva i seguenti ordini :
- Agelasida Verrill, 1907
- Dendroceratida Minchin, 1900
- Dictyoceratida Minchin, 1900
- Halichondrida Gray, 1867
- Halisarcida Bergquist, 1996
- Haplosclerida Topsent, 1928
- Poecilosclerida Topsent, 1928
- Verongida Bergquist, 1978
- Verticillitida Termier & Termier, 1977